# Charlie Oatway
Anthony Philip David Terry Frank Donald Stanley Gerry Gordon Stephen James „Charlie“ Oatway (* 28. November 1973 in Hammersmith) ist ein ehemaliger englischer Fußballspieler. Seine Profikarriere umfasste zwischen 1994 und 2007 dreizehn Jahre, die er bei insgesamt fünf Profivereinen verbrachte. Seit seinem Rückzug vom Profifußball im August 2007 agiert er in Personalunion als Spieler und Kotrainer für den unterklassigen Klub Havant & Waterlooville.

## Laufbahn als Profifußballer
Nach seiner Anfangsstation beim FC Yeading wechselte Oatway 1994 in die dritthöchste englische Spielklasse zum walisischen Klub Cardiff City. Dort musste er den Abstieg in die Viertklassigkeit hinnehmen und nur kurze Zeit später schloss er sich im Dezember 1995 dem Ligakonkurrenten Torquay United an. Dort blieben die sportlichen Erfolge jedoch ebenso aus und so markierte Oatway mit seinem neuen Verein das Tabellenschlusslicht der „Third Division“ genannten vierten Liga. Der Abstieg in die Fünftklassigkeit blieb jedoch aus, da dem Meister der Nationwide Conference die wirtschaftlichen Voraussetzungen für eine Teilnahme an der Profiliga fehlten und so spielte Oatway ein weiteres Jahr in der Küstenstadt Torquay. Er schloss die Saison 1996/97 auf dem 21. Tabellenplatz (bei 24 Vereinen) ab und wechselte schlussendlich zum FC Brentford.
Obwohl er damit wieder in der dritthöchsten Spielklasse aktiv war, fand er auch dort kein sportliches Glück. Die Mannschaft, die in der Saison zuvor noch um den Aufstieg in die Zweitklassigkeit gespielt hatte, fand sich mit Oatway nun wieder im Abstiegskampf wieder und Oatway wurde zudem von Oktober bis November 1998 an Lincoln City ausgeliehen. Eine Besonderheit stellte jedoch die Tatsache dar, dass Oatway in Brentford, wie bereits in Cardiff und Torquay, unter Trainer Eddie May spielte. Oatway stieg mit dem FC Brentford in die vierte Liga ab und wechselte nur eine Saison später zu Brighton & Hove Albion.
In Brighton nahm Oatways Karriere eine positive Wendung. Bereits in seiner zweiten Spielzeit gewann er 2001 die Viertligameisterschaft und ließ nur ein Jahr später mit einem weiteren Aufstieg den direkten Durchmarsch in die „First Division“ (der damals zweithöchsten Liga Englands) folgen. Dort konnte sich die Mannschaft zwar nicht halten und stieg sofort wieder in die dritte Liga ab, aber nur ein weiteres Jahr später konnte Oatway seinen zweiten Aufstieg in die Zweitklassigkeit bewerkstelligen. Sein letztes Spiel für die „Seagulls“ absolvierte er am 26. Dezember 2005 beim 1:0-Sieg gegen die Queens Park Rangers. Eine schwerwiegende Knöchelverletzung verhinderte schließlich die Fortführung seiner Profikarriere und am 3. August 2007 verkündete Oatway das Ende seiner aktiven Laufbahn in Brighton.

## Abseits des Fußballs
Oatways vollständiger Name ist „Anthony Philip David Terry Frank Donald Stanley Gerry Gordon Stephen James Oatway“. Hinter dieser ungewöhnlich hohen Anzahl von Vornamen verbirgt sich die Tatsache, dass seine Eltern ausgewiesene Anhänger der Queens Park Rangers waren und ihren Sohn in der Folge mit den Namen der vollständigen ersten Mannschaft von QPR aus dem Jahr 1973 ausstatteten. Als die Eltern der Tante des Neugeborenen den Namen eröffneten, äußerte diese, dass das Baby „wie ein richtiger Charlie aussehe“ und dieser Rufname setzte sich schließlich durch.